# Savusavu Airport
Savusavu Airport är en flygplats i Fiji.   Den ligger i divisionen Norra divisionen, i den nordöstra delen av landet, 180 km nordost om huvudstaden Suva. Savusavu Airport ligger 3 meter över havet. Den ligger på ön Vanua Levu.
Terrängen runt Savusavu Airport är huvudsakligen kuperad, men åt nordväst är den platt. Havet är nära Savusavu Airport åt sydväst.  Närmaste större samhälle är Savusavu, 2,6 km norr om Savusavu Airport. 